# Dibárion
Dibárions (português brasileiro) ou dibariões (português europeu) são uma grande família de partículas compostas que consistiriam de seis quarks de diversos "sabores". Elas são preditas como sendo estáveis uma vez formadas. R. L. Jaffe propôs a existência de um estado possível dibárion H (composição udsuds), feito por combinação de dois híperons uds, em 1977.
Um número de experimentos têm sido sugerido para detectar decaimentos e interações de dibárions. Diversos candidatos a decaimentos de dibárions foram observados mas não confirmados nos anos 1990.
Existe uma teoria que as partículas estranhas tais como híperons 
 e dibárions poderiam formar-se no interior de uma estrela de nêutron
, mudando sua relação massa-raio de maneiras que possam ser detectáveis. Inversamente, as medidas de estrelas de nêutron ajustam-se a propriedades possíveis dos dibárions. A teoria sugere que uma grande fração dos nêutrons poderia transformar-se em híperons e fundir-se em dibárions durante a primeiro parte do colapso de uma estrela de nêutron a um buraco negro. Estes dibárions dissolver-se-iam muito rapidamente no plasma quark-glúon durante o colapso, ou formariam um ainda desconhecido estado da matéria.
Teorizações sobre estrelas de dibárions (similares às estrelas de nêutrons) também são apresentadas,, e o comportamento de sua matéria degenerada específica modelado,, incluindo pela aproximação relativística de Hartree e pela similaridade com um condensado de Bose-Einstein e as implicações destes modelos com o princípio de exclusão de Pauli.